# Репецкая Плата
Репецкая Плата — село в Мантуровском районе Курской области России. Входит в состав Останинского сельсовета.

## География
Село находится в юго-восточной части Курской области, в подзоне широколиственных лесов, в пределах юго-западных склонов Среднерусской возвышенности, при автодороге 38К-022, на расстоянии примерно 9 км (по прямой) к востоку-северо-востоку (ENE) от села Мантурова, административного центра района. Абсолютная высота — 193 м над уровнем моря.
Климат
Климат характеризуется как умеренно континентальный. Среднегодовая температура воздуха — 4,8 °C. Абсолютный минимум температуры воздуха самого холодного месяца (января) составляет −37 °C; абсолютный максимум самого тёплого месяца (июля) — 40 °C. Безморозный период длится около 152 дней в году. Среднегодовое количество атмосферных осадков составляет 400 мм.
Часовой пояс
Село Репецкая Плата, как и вся Курская область, находится в часовой зоне МСК (московское время). Смещение применяемого времени относительно UTC составляет +3:00.

## Население
| 2002 | 2010 |
| ---- | ---- |
| 313  | ↘232 |

Половой состав
По данным Всероссийской переписи населения 2010 года, в половой структуре населения мужчины составляли 45,3 %, женщины — соответственно 54,7 %.
Национальный состав
Согласно результатам переписи 2002 года, в национальной структуре населения русские составляли 97 % из 313 чел.

## Известные уроженцы
- Литвинов, Дмитрий Григорьевич (1909—1968) — советский деятель сельского хозяйства, Герой Социалистического Труда.